# النقر التلقائي

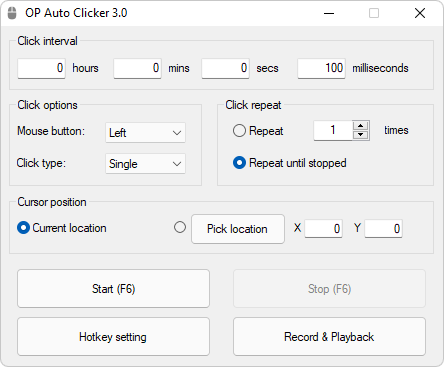
Example of a basic auto clicker GUI

هو برنامج يمكن استخدامه لأتمتتة النقر بفأرة الحاسوب على عنصر في شاشة الكمبيوتر والنقر بشكل أسرع مما هو مقصود.
تتواجد بعض فأرات الحاسوب التي تحتوي على النقر التلقائي في قطع العتاد نفسها.